# Aboubacar Sidiki Camara
Aboubacar Sidiki Camara, més conegut com a Titi Camara (Conakry, 17 de novembre de 1972), és un exfutbolista i entrenador guineà.

## Trajectòria esportiva
Camara jugava en la posició de davanter i destacà als anys 90 al futbol francès, a clubs com AS Saint-Étienne (1990-1995), RC Lens (1996-98) i Olympique Marseille (1998-99, amb el qual jugà la final de la Copa de la UEFA 1998-1999). El seu bon paper al camp el portaren a Anglaterra on jugà amb el Liverpool FC (1999-2000), i el West Ham United FC (2000-03), club amb el qual fitxà el 21 de desembre de 2000 per £1.5 milions.
Fou internacional amb la selecció de Guinea als anys 90 i inicis del 2000. Disputà la Copa d'Àfrica de Nacions 2004.
El maig de 2009 fou escollit director tècnic de la seva selecció i el 9 de juny del mateix any seleccionador, succeint Robert Nouzaret. Tres mesos després fou reemplaçat per Mamadi Souaré.